# Prix du Roman d'Aventures
De Prix du Roman d'Aventures is een Franse literatuurprijs. Ze wordt elk jaar toegekend door de collectie Le Masque aan een Franse of buitenlandse politieroman. De prijs werd in 1930 gecreëerd door de stichter van de collectie, Albert Pigasse, om de Franse literatuur in het genre aan te moedigen. De prijs is daarmee ouder dan de Prix du Quai des Orfèvres en de Grand prix de littérature policière. Oorspronkelijk werd de prijs uitgereikt aan niet eerder gepubliceerde manuscripten. Die moesten jaarlijks voor 31 maart naar de Librairie des Champs-Elysées gestuurd worden. De winnaar werd op 15 mei bekendgemaakt, won 10.000 frank en de roman werd uitgegeven door de Librairie des Champs-Elysées en in de collectie La Masque opgenomen. Vanaf het eind van de jaren 60 werd het een uitgeversprijs en vanaf de jaren 80 wonnen ook buitenlandse auteurs de prijs. 

## Laureaten
- 1930 : Le Testament de Basil Crookes - Pierre Véry
- 1931 : Six hommes morts - Stanislas-André Steeman
- 1932 : L'Horrible mort de Miss Gildchrist - Jean-Toussaint Samat
- 1933 : L'Étrange volonté de professeur Lorrain - Simone d'Erigny
- 1934 : Le Poisson chinois - Jean Bommart
- 1935 : La Bête aux sept manteaux - P.A. Fernic
- 1936 : Week-end au Touquet - Yves Dartois
- 1937 : Terre d'angoisse - Pierre Nord
- 1938 : Le Repos de Bacchus - Pierre Boileau
- 1939 : Le Roi des sables - Pierre Apestéguy
- 1946 : Les Équipages de Peter Hill - René Guillot
- 1947 : La Meute de minuit - Armand Ziwès & Erik J. Certön
- 1948 : La Mort est du voyage - Thomas Narcejac
- 1949 : Jeux de plomb - Henri David
- 1950 : Souvenance pleurait - Yves Dermèze
- 1951 : Vous qui n'avez jamais été tués - Olivier Séchan & Igor B. Maslowski
- 1952 : Qui est à l'appareil? - Jean Kéry
- 1953 : Le Boiteux du pont Guillian - Ray Lasuye
- 1954 : Réactions en chaîne - Maurice Bastide
- 1954 : L'Inconnu des îles - Maurice-Charles Renard
- 1955 : Ricochets - Émile Pagès
- 1956 : Voir Londres et mourir - Paul Alexandre & Maurice Roland
- 1957 : L'Assassin est en retard - Jacques Chabannes
- 1958 : Vous souvenez-vous de Paco ? - Charles Exbrayat
- 1959 : L'Assassin est dans le couvent - Jacques Ouvard
- 1960 : Crimes sur ondes courtes - Robert Bruyez
- 1961 : Le Couloir de la mort - André Benzimra
- 1962 : Cette mort tant désirée - Pierre Caillet
- 1963 : Agnès et les vilains messieurs - Pierre Jardin
- 1964 : Le Mort du lac - Henri Lapierre
- 1965 : Il faut mourir à point - André Picot
- 1966 : Tapis vert et tentures noires - Jean Marcillac
- 1967 : Le Provocateur - Maurice Ellabert
- 1968 : Un pauvre type - Raymond Blanc
- 1969 : Un printemps finlandais - Mauri Sariola
- 1970 : La Morte du Causse Noir - Denis Lacombe
- 1971 : Secrets de famille - André Saint-Briac
- 1972 : Marchand de fumée - Jean Bonnefond
- 1973 : Requiem pour une rose - Max Nicet
- 1974 : Trois cœurs contrés - Claude Marais
- 1975 : La Mauvaise part - Hélène de Monaghan
- 1976 : Un amour d'araignée - Loup Durand
- 1977 : Les Vendredis de la Part-Dieu - Gilbert Picard
- 1978 : Voir Beaubourg et mourir - Paul Kinnet
- 1979 : Des clients pour l'enfer - Pierre Salva
- 1980 : Le Vieux monsieur aux chiens - Michel Guibert
- 1981 : À cloche-cœur - Catherine Arley
- 1982 : Le Maître de la lande - Ruth Rendell
- 1983 : Claire... et ses ombres - June Thomson
- 1984 : Le Témoin est à la noce - Alexis Lecaye
- 1985 : L'Île aux muettes - Bachellerie
- 1986 : Les Sœurs du nord - Michel Grisolia
- 1987 : Le Médium a perdu ses esprits - Peter Lovesey
- 1988 : Le Brouillard rouge - Paul Halter
- 1989 : La Promesse de l'ombre - Shizuko Natsuki
- 1990 : Le Flic qui venait du froid - Stuart M. Kaminsky
- 1991 : Un amour d'enfant - Reginald Hill
- 1992 : Postmortem - Patricia Cornwell
- 1993 : L'Été de cristal - Philip Kerr
- 1994 : Le Chien de minuit - Serge Brussolo
- 1995 : Suspect numéro un - Lynda LaPlante
- 1996 : Escapade - Walter Satterthwait
- 1997 : Le Feu du ciel - Nevada Barr
- 1998 : Mauvais signes - Val McDermid
- 1999 : Portrait de l'artiste en assassin - Florence Bouhier
- 2000 : Un chemin solitaire - Penny Mickelbury
- 2001 : L'Œil derrière l'épaule - Jean-Pierre Andrevon
- 2002 : La Mort en prime time - Jean-Luc Bizien
- 2003 : La Petite fille, le coyote et la mort - Bertrand Puard
- 2004 : La Mort à la dent de lion - Rebecca Rothenberg
- 2005 : Délits d'initiés - Stephen Frey
- 2006 : Traquée par son passé - Greg Rucka
- 2007 : Bistouri blues - Philippe Kleinmann, Sigolène Vinson
- 2008 : L'inconnue du Musée de l'Homme - Jacques Milliez
- 2009 : Tremblement de terre : Istanbul, 17 août 1999 - Larik Marsik
- 2010 : Deux mille kilomètres avec une balle dans le cœur - David Agrech
- 2011 : L'aiglon ne manque pas d'aire - Patrick Weber
- 2012 : Sur un lit de fleurs blanches - Patricia Parry
- 2013 : Meurtres à la romaine - C. M. Veaute
- 2014 : Les Fauves d'Odessa - Charles Haquet
- 2015 : Toxic Phnom Penh - Mathias Bernardi
- 2016 : Caatinga - Patrick Tringale
- 2017 : Fouta Street - Laurence Gavron
- 2018 : La Porte d'ivoire - Serge Brussolo